# Zvezdice
Zvezdice (znanstveno ime Geastrum) so rod gliv iz družine zvezdark (Geastraceae).

## Značilnosti
Zvezdice so gniloživke. Trosnjaki so sprva neopazni, kroglaste ali sploščene oblike. Zunanji ovoj se razlomi na štiri ali več cvetnih listov, ki se odprejo in tvorijo zvezdaste gobe. Notranji del je kroglaste oblike, sedi na zunanjem zvezdastem ovoju ali pa je dvignjen na kratkem betu in vsebuje množico trosov, ki pobegnejo skozi luknjo na vrhu podobno kot pri prašnicah (Lycoperdon). Trosni odtis je rjav ali črno rjav. Trosi so okrogli, bradavičasto bodičasti in brez zarodne pore.

## Seznam zvezdic Slovenije[3]
- travniška zvezdica (Geastrum campestre)
- resičasta zvezdica (Geastrum fimbriatum)
- oblokasta zvezdica (Geastrum fornicatum)
- drobcena zvezdica (Geastrum minimum)
- grebenasta zvezdica (Geastrum pectinatum)
- četverokraka zvezdica (Geastrum guadrifidum)
- rusa zvezdica (Geastrum rufescens)
- brazdasta zvezdica (Geastrum striatum)
- ovratniška zvezdica (Geastrum triplex)
- četverokraka zvezdica (Geastrum quadrifidum)